# Otto von Luck

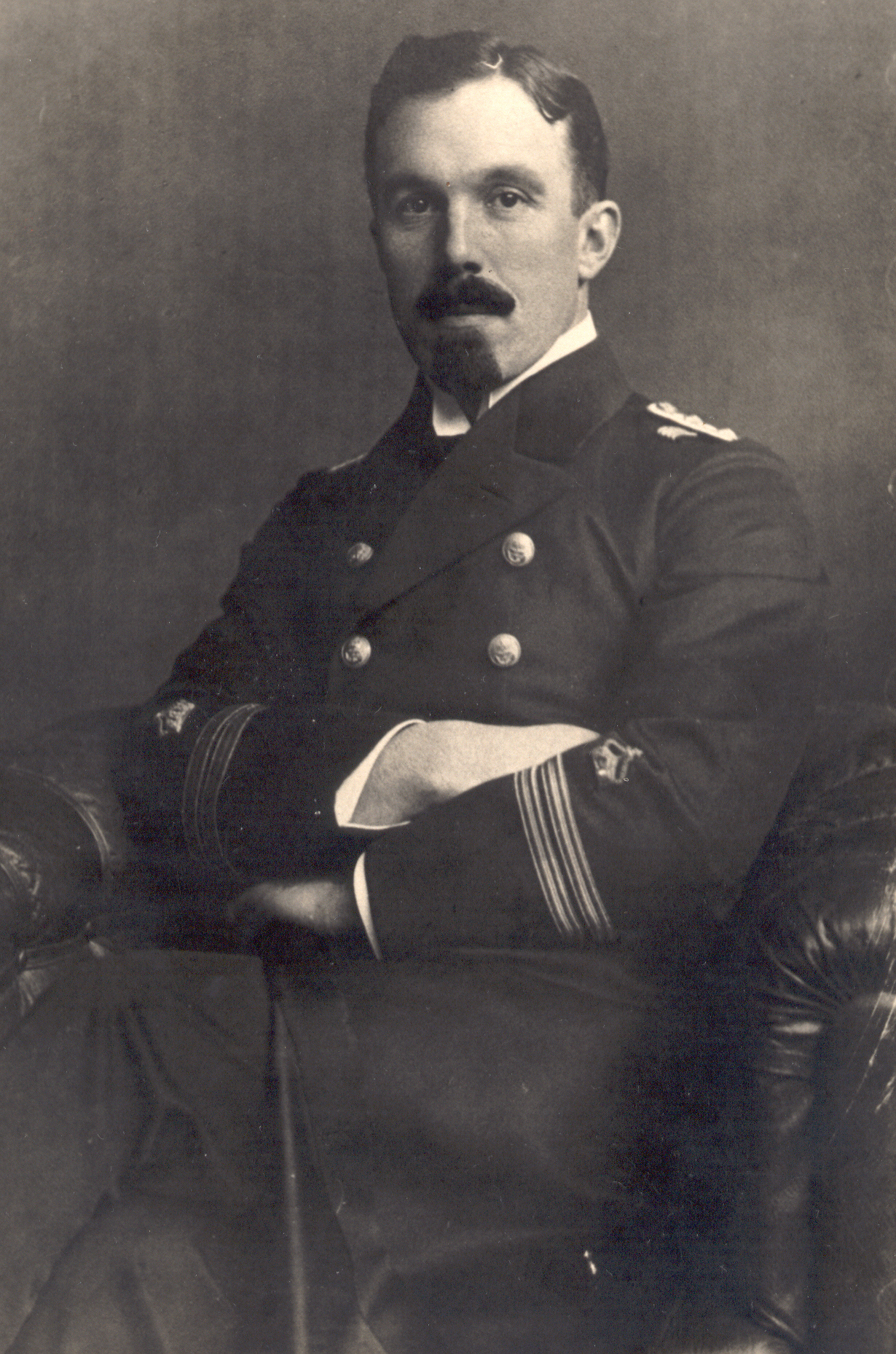
Korvettenkapitän Otto von Luck, 1915.

Otto von Luck und Witten (* 27. November 1879; † 7. Juli 1918) war ein deutscher Marineoffizier, zuletzt Korvettenkapitän der Kaiserlichen Marine.

## Leben
Otto von Luck war der Sohn der aus Köln stammenden Cäcilie Bochkoltz (1835–1914) und des kgl. preuß. Majors Adolf von Luck und Witten (1835–1914). Er selbst trat am 7. April 1897 in die Kaiserliche Marine ein. 1909 war Luck als Kapitänleutnant auf dem Kleinen Kreuzer Leipzig, welcher beim Ostasiatischen Kreuzergeschwader stationiert war.
Am 16. Dezember 1914 wurde er zum Korvettenkapitän befördert und diente bis Januar 1915 beim V. Geschwader und gleichzeitig als Navigationsoffizier auf dem Linienschiff Kaiser Friedrich III. Anschließend kam er als Erster Offizier bis Juli 1915 aus das Linienschiff Kaiser Wilhelm der Große und ging dann bis September 1915 wieder als Navigationsoffizier auf das Großlinienschiff Prinzregent Luitpold. Anschließend wurde er erst stellvertretender Direktor der Marineakademie und -schule (Kiel) und dann ab Herbst 1915 bis zur Übernahme durch Kapitän zur See Max Kühne Anfang 1916 als Direktionsoffizier mit der Wahrnehmung der Geschäfte als Kommandeur der Marineschule betraut. Bis zu seinem Tod im Juli 1918 blieb er als Direktionsoffizier an der Marineschule.
Otto von Luck war 1910 mit der Architektentochter Mathilde Diesener (1884–1971) verheiratet. Sie hatten zwei Söhne, Ernst-August, und den späteren Oberst der Wehrmacht Hans von Luck (1911–1997). Mathilde von Luck heiratete 1920 als Witwe in zweiter Ehe den Pastor Karl Koene.